# Robert Pollin
Robert Pollin Kercheck (29 de septiembre de 1950) es un profesor, escritor y economista estadounidense. Es profesor de economía en la Universidad de Massachusetts Amherst, fundador y codirector del Instituto de Investigación de Economía Política (Political Economy Research Institute) (PERI) de la misma universidad.

## Biografía
En 2013, Robert Pollin, junto con el estudiante de doctorado Thomas Herndon y el profesor de economía Michael Ash, todos ellos de la Universidad de Massachusetts Amherst, publicaron el artículo "Does High Public Debt Consistently Stifle Economic Growth? A Critique of Reinhart and Rogoff" en el que señalaban importantes errores en la muy citada publicación de 2012 de los profesores de la Universidad de Harvard Carmen Reinhart y Kenneth Rogoff Crecimiento en época de endeudamiento ("Growth in a time of debt")

## Familia
Robert Pollin es hijo de Irene Kercheck y Abe Pollin, antiguo propietario del equipo de la NBA Washington Wizards.
Fue el portavoz económico de Jerry Brown en la campaña para presidente de los Estados Unidos de 1992.

## El fiasco del artículo de Reinhart & RogoffCrecimiento en época de endeudamiento
Robert Pollin con el estudiante de doctorado Thomas Herndon y el profesor de economía Michael Ash de la Universidad de Massachusetts Amherst, publicaron en 2013 el artículo en el que señalaban importantes errores en la citada publicación de 2012 de los economistas Carmen Reinhart y Kenneth Rogoff Crecimiento en época de endeudamiento ("Growth in a time of debt"). En abril de 2012 los economistas Ugo Panizza y Andrea F. Presbitero publicaron un trabajo que resaltaba disfunciones en el estudio de los dos economistas de Harvard -Reinhart & Rogoff-. Según Panizza la correlación entre deuda y crecimiento señalada por Reinhart y Rogoff existe pero podría ser al revés de como indican, que fuera el débil crecimiento el que generase altos niveles de endeudamiento.

## Publicaciones
Algunas de las publicaciones de R. Pollin son las siguientes:

### Libros
- 1993 - Transforming the US Financial System (eds., with Gary Dymski and Gerald Epstein)
- 1997 - The Macroeconomics of Saving, Finance, and Investment
- 1998 - Globalization and Progressive Economic Policy (ed., with Dean Baker and Gerald Epstein; 1998)
- 1998 - The Living Wage: Building a Fair Economy (with Stephanie Luce)
- 2003 - Contours of Descent: US Economic Fractures and the Landscape of Global Austerity
- 2006 - An Employment-Targeted Economic Program for South Africa
- 2008 - A Measure of Fairness: The Economics of Living Wages and Minimum Wages in the United States
- 2012 - Back To Full Employment[11]
- 2015 - Greening the Global Economy

### Artículos
- 2013 - Herndon, Ash & Pollin, "Does High Public Debt Consistently Stifle Economic Growth? A Critique of Reinhart and Rogoff" Archivado el 18 de abril de 2013 en Wayback Machine.